# 八爪狂鯊
《八爪狂鯊》（英語：Sharktopus）是一部2010年美國怪獸科幻恐怖電視電影，由迪克蘭·歐布倫執導，羅傑·柯曼監製，電視頻道Syfy原創製作；劇情描述美國海軍實驗產生的恐怖殺人武器，是把章魚結合大白鯊，混種出一款四不像的生物。該片由克瑞姆·柏辛、莎拉·瑪拉庫爾·連妮和艾瑞克·羅伯茲主演，於2010年9月25日在Syfy上首播。

## 劇情
風光明媚太陽高照的加州海濱度假區，遊客正無憂無慮的在大海中戲水。但這裡其實正在進行著一項秘密實驗。藍水公司的納森·桑茲博士（艾瑞克·羅伯茲飾）以及他的科學家女兒妮可（莎拉·瑪拉庫爾·連妮飾）在軍方的資助下，透過轉基因的方式製造出一個半鯊魚半章魚的混種改造生物兵器，代號S-11。通過特定的控制器，公司內部可以控制章鯊的行動，可以叫章鯊完成各種各樣軍事任務。
但是一場意外導致控制器損毀，章鯊脫離控制，向墨西哥西海岸游去。為了防止章鯊傷害無辜，桑茲父女一路追蹤，並且拜託前員工安迪·弗林（海克特·希曼尼茲飾）幫助尋找。可是在這時，不為人知的章鯊已經在沿岸展開了野性獵殺本能大屠殺，造成了生態危機。

## 演員
- 艾瑞克·羅伯茲飾演納森·桑茲博士
- 莎拉·瑪拉庫爾·連妮飾演妮可·桑茲
- 克瑞姆·柏辛（英语：Kerem Bursin）飾演安迪·弗林
- 海克特·希曼尼茲（英语：Héctor Jiménez）飾演邦斯
- 麗芙·鮑恩飾演史泰西
- 桑迪·芬妮斯（英语：Shandi Finnessey）飾演史蒂芬妮
- 羅傑·柯曼飾演海灘上的男子（未掛名）
- 拉爾夫·加曼飾演傑克船長

## 迴響
《八爪狂鯊》在爛番茄網站上根據7條評論，持有57%的新鮮度，平均得分7／10。

## 續集
2012年，SyFy發行了類似主題的電影《龍蛇》。
《八爪狂鯊》於2014年和2015年分別推出了續集《龍魚追鯊令》及《變種章鯊大戰鯨死狼》。

## 外部連結
- 互联网电影数据库（IMDb）上《八爪狂鯊》的资料（英文）
- Interview with Tom Heil about scoring Sharktopus at Cinefantastiqueonline（页面存档备份，存于）